# Палій Олександр Андрійович
Олександр Андрійович Палій (*7 жовтня 1974, Звенигородка, Черкаська область) — український історик, експерт-політолог, політичний консультант.

## Освіта
У 2001 році закінчив Києво-Могилянську академію (політологія, історія).
У 2006 році — в Національному інституті проблем міжнародної безпеки захистив дисертацію за фахом «Національна безпека держави», кандидат політичних наук.

## Кар'єра
1997—1999 — газета «День», журналіст міжнародного відділу;
1999—2002 — Національна телекомпанія України, оглядач міжнародних програм;
2002—2005 — Громадська рада з питань свободи слова та інформації, координатор;
2006—2010 — Інститут зовнішньої політики Дипломатичної академії при Міністерстві закордонних справ України, провідний експерт;
З 2010 року — політичний консультант.
Безпартійний. Напередодні парламентських виборів в Україні 2012 року був під четвертим номером у списку Української платформи «Собор».

## Публікації
Олександр Палій є автором близько 70 наукових публікацій, близько 700 газетних і журнальних публікацій, 150 відеосюжетів; редактор 6 книг.
Також є автором книг:
- «Ключ до історії України» (2005),
- «Навіщо Україні НАТО» (2006),
- «Історія України» (2010),
- «Історія України» (2015),
- «Революція Гідності 2013—2014 рр. та агресія Росії проти України» (2015),
- «25 перемог України» (2015),
- «Короткий курс історії України» (2017),
- «Історія України. Від княжої доби до Революції гідності» (2017)
- «Заборонити рашизм» (2023)

## Нагороди
Лауреат премії імені Джеймса Мейса 2012 року.

## Особисте життя
Олександр Палій одружений. Серед захоплень — гра в шахи та подорожі.